# Amoncourt
Amoncourt é uma comuna francesa na região administrativa de Borgonha-Franco-Condado, no departamento de Alto Sona. Estende-se por uma área de 4,04 km². Em 2010 a comuna tinha 285 habitantes (densidade: 70,5 hab./km²).